# Robert Dozier
Robert Lorenzo Dozier jr. (Lithonia, 6 novembre 1985) è un ex cestista statunitense.

## Carriera
Nel Draft NBA 2009 è stato selezionato al secondo turno (60ª scelta assoluta) dai Miami Heat. Dopo due anni in Grecia e una permanenza di un anno in Francia allo Cholet, è ritornato in Florida firmando un contratto al minimo salariale, venendo però tagliato prima dell'inizio della stagione.